# Kanton Seeburg
Der Kanton Seeburg war eine Verwaltungseinheit im Distrikt Halle des Departements der Saale im napoleonischen Königreich Westphalen.
Hauptort des Kantons und Sitz des Friedensgerichts war Seeburg im heutigen Landkreis Mansfeld-Südharz. Der Kanton umfasste acht Kommunen. Er war bewohnt von 3488 Einwohnern und hatte eine Fläche von 2,04 Quadratmeilen. Er war aus einem Teil des Distrikts Schraplau (Amt Seeburg und adlige Orte) und einem Ort des Distrikts Mansfeld des magdeburgischen Anteils der Grafschaft Mansfeld gebildet worden.
Die zum Kanton gehörigen Ortschaften waren:
- Seeburg mit Rollsdorf und Aseleben
- Schochwitz mit Gorsleben
- Wils und Krimpe
- Höhnstedt
- Raethern und Elbitz
- Neehausen und Volkmaritz
- Wormsleben und Unterrißdorf
- Beesenstedt mit Zörnitz und Closchwitz
- Nauendorf und Schwittersdorf